# Леонотис пустырниковый
Леонотис пустырниковый (лат. Leonotis leonurus) — растение семейства Яснотковые, вид рода Леонотис. Используется в комнатном цветоводстве.

## Естественный ареал
Родиной леонотиса пустырникового является Южная Африка.

## Описание
Растение имеет много цветков длиной около 5 сантиметров, расположенных словно этажами, которые собраны на побегах мутовками. В домашних условиях цветёт осенью.

## Содержание в домашних условиях
Летом растение требует нахождения на свежем воздухе. Осенью переносится в светлое место с температурой около 10° С. Перед зимовкой куст обрезают, укорачивая побеги до 20 см. Поливочный режим умеренный, так же как и подкормки. Размножается верхнушечными черенками.